# 神仙洞石窟造像
神仙洞石窟造像，位于山东省烟台市莱州市店子乡大台头村北寒同山，是中华人民共和国山东省文物保护单位之一。
1992年6月12日，授予山东省文物保护单位，是一座石窟寺及石刻。